# Storm Corrosion (álbum)
Storm Corrosion es el álbum homónimo resultado de la colaboración musical entre Mikael Åkerfeldt, cabecilla de Opeth, y Steven Wilson, líder de Porcupine Tree. El disco fue lanzado el 7 de mayo de 2012 bajo Roadrunner Records.

## Trasfondo
Habiendo trabajado uno con el otro en el pasado, Åkerfeldt y Wilson decidieron empezar a laborar en una colaboración, en una base intermitente, en marzo del 2010. El álbum fue concebido en una visita de Åkerfeldt en el estudio personal de su amigo Wilson en Hemel Hempstead, Hertfordshire, donde surgió imprevisiblemente tras "tomar grabaciones oscuras, bandas sonoras de películas oscuras, cine oscuro, mucho vino tinto, juntarse y poner algo juntos que sonara único". En una primera noche habían escrito "Drag Ropes".
Wilson más tarde declaró que solo el "15-20%" del disco tendría percusión, interpretada por el baterista de Porcupine Tree, Gavin Harrison. El álbum estaba casi terminado para septiembre del 2011, pero en ese entonces Wilson estaba publicando su segundo disco en solitario, Grace for Drowning, y Mikael con el décimo álbum de estudio de Opeth, Heritage, esperando lanzar su colaboración para abril del 2012. Wilson declaró sobre el proyecto:
Porque creo que ambos teníamos esta idea de esta clase de música que sabíamos que no podríamos hacer tocar a nuestras bandas, pero que ambos comprendíamos de alguna forma de donde veníamos. Porque teníamos esta clase de pasión: grabaciones muy experimentales, oscuras, casi orquestales en su ámbito. Y queríamos hacer una grabación así por un largo tiempo. Está muy alejado del metal y está muy alejado de cualquier cosa que, yo pienso, Mikael ha hecho, incluyendo Damnation [de Opeth]. Creo que un montón de gente piensa, 'Oh, va a ser como Damnation.' No lo es; está muy lejos de eso también. Y en realidad está muy lejos de cualquier cosa que yo haya hecho… Lo que no queríamos hacer era juntarnos y hacer un supergrupo de metal progresivo, que hubiese sido tan fácil de hacer - más o menos predecible. Y, sabes, de todas formas podríamos hacer eso algún día. Pero en esta ocasión pensamos, 'Simplemente hagamos esta grabación.' Algunas personas lo amaran y algunas personas no, y está bien porque, de alguna forma, no pienso que queríamos tan solo dar lo esperado, y ciertamente no lo estamos haciendo.

## Recepción y ventas
AllMusic le dio un 3.5 de 5, concluyendo que el valor del álbum podría variar dependiendo de las expectativas del oyente, afirmando: "Dada la naturaleza de sus colaboraciones anteriores, los admiradores sumergidos en Storm Corrosion que esperan una secuela de Blackwater Park estarán decepcionados tan pronto alcancen la parte menos profunda de la piscina, pero incluso aunque el álbum no suena como la obra maestra de metal, eso no la hace indigna de la atención del oyente, y cualquiera con la suficiente mente abierta para acercarse sin expectativas a la propuesta será rápidamente barrido en el espacioso crepúsculo perenne creado por estos dos artesanos directores." Revolver le otorgó una idéntica puntuación de 3.5 de 5 por razones similares, declarando "Muchos fanes de Opeth y Porcupine Tree podrán decepcionarse con la falta de riffs pesados, pero aquellos con mente abierta encontrarán mucho recogijo en este denso y atmosférico disco". La BBC lo alabó como un "álbum magníficamente retro", comparándolo favorablemente al "vanguardismo cargado de droga experimental de los 70". The Guardian le concedió un 4 de 5, indicando que el álbum "[...] podría confundir e irritar a tantos a como encante, pero como un inmersivo viaje hacia territorio inexplorado, Storm Corrosion es un triunfo inequívoco."
Otros críticos fueron menos entusiastas con el sonido del disco, con Powerline magazine dándole al álbum una puntuación de 1.5 de 5, y llamándolo "48 minutos tontos, auto-indulgentes, divagantes de improvisación progresiva no inspirada, y una que merece ser rápidamente olvidada por fanáticos de cualquiera de los miembros fundadores."
El álbum fue nominado para el Premio Grammy al mejor álbum con sonido envolvente.

## Lista de canciones
Todas las letras escritas por Steven Wilson excepto "Ljudet Innan", que fue escrita por Wilson y Mikael Åkerfeldt, toda la música compuesta por Mikael Åkerfeldt y Steven Wilson.
| Edición estándar |                   |          |  |
| N.º              | Título            | Duración |  |
| 1.               | «Drag Ropes»      | 9:52     |  |
| 2.               | «Storm Corrosion» | 10:09    |  |
| 3.               | «Hag»             | 6:28     |  |
| 4.               | «Happy»           | 4:53     |  |
| 5.               | «Lock Howl»       | 6:10     |  |
| 6.               | «Ljudet Innan»    | 10:16    |  |
| 47:49            |                   |          |  |

## Créditos
| Storm Corrosion - Mikael Åkerfeldt – voz, guitarra - Steven Wilson – voz, teclados, arreglo de cuerdas (1) | Músicos adicionales - Gavin Harrison – baterías, percusión - Ben Castle – instrumentos de viento-madera - The London Session Orchestra – interpretación orquestal - (1), (2) y (5) - Conducida por Dave Stewart | Empaquetación del álbum - Carl Glover – diseño del álbum - Hans Arnold – pintura de la portada - Naki – fotografía Otros - Mat Collis – grabación en piano de cola, ingeniero - Isobel Griffiths – contratista (fijadora de la sesión de la orquestra) |